# Step Up All In
Step Up All In is een Amerikaanse 3D-dansfilm uit 2014, geregisseerd door Trish Sie. 

## Verhaal
Dit is de vijfde film in de reeks Step Up-films. In deze film komen alle dansers uit alle vorige films bij elkaar, om in Las Vegas te dansen. Ze doen mee aan een wedstrijd die bepalend kan zijn voor hun dromen en carrières.

## Rolverdeling
- Briana Evigan als Andie west
- Alyson Stoner als Camille Gage
- Adam G. Sevani als Moose
- Izabella Miko  als Alexa
- Ryan Guzman als Sean Asa
- Mari Koda als Kido
- Christopher Scott als Hair
- Stephen "tWitch" Boss als Jason
- Luis Rosado als Monster
- Madd Chad (Chad Smith) als Vladd
- Parris Goebel als Violet
- Stephen "Stevo" Jones als Jasper Tarik
- David "Kid David" Shreibman als Chad
- Celestina Aladakoba als Celestina

## Voorgaande films
- Step Up (2006)
- Step Up 2: The Streets (2008)
- Step Up 3D (2010)
- Step Up 4: Miami Heat (2012)